# Ptyonoprogne obsoleta
El avión pálido (Pytonoprogne obsoleta) es una pequeña ave paseriforme de la familia Hirundinidae que habita en el norte de África y el sudoeste de Asia, hasta Pakistán. Vive en montañas y áreas de menor altitud, especialmente en hábitats rocosos y cerca de asentamientos humanos. A diferencia de la mayoría de las golondrinas, suele encontrarse lejos del agua. Mide entre 12 y 13 cm, con un plumaje mayormente marrón, una tonalidad más clara en la parte superior del pecho y debajo de las alas, y pequeños toques blancos visibles al desplegar la cola en vuelo. Ambos sexos tienen una apariencia similar, aunque los ejemplares jóvenes muestran puntas más claras en las partes superiores y las plumas de vuelo. Inicialmente, se la clasificó como subespecie del avión isabelino, del sur de África, aunque es más pequeña, clara y presenta un cuello blanco.
El avión pálido captura insectos voladores cerca de paredes rocosas o acantilados, con un vuelo lento y maniobras constantes. Su llamado consiste en un gorjeo suave. Construye nidos en forma de cuenco profundo sobre superficies horizontales protegidas o de cuarto de esfera contra paredes o acantilados. Los elabora con barro y los decora con pasto o plumas. Se encuentran tanto en lugares naturales bajo salientes rocosas como en estructuras humanas, como edificios, represas, alcantarillas o puentes, y los reutiliza en temporadas posteriores. Estas aves suelen anidar en solitario, aunque a veces forman pequeños grupos en sitios propicios. Suelen poner dos o tres huevos blancos con manchas grises y marrones, incubados por ambos adultos durante dieciséis a diecinueve días. Tanto el macho como la hembra alimentan a los pichones, que vuelan por primera vez entre los veintidós y veinticuatro días, pero regresan al nido durante algunos días más.
El avión pálido sirve como presa de halcones ágiles y veloces, como los alcotanes, y ocasionalmente aloja parásitos. Sin embargo, no enfrenta amenazas significativas. Su amplia distribución, de aproximadamente 6 millones de km², y su población en crecimiento lo clasifican como especie de preocupación menor según la Lista Roja de la UICN.

## Taxonomía
El ornitólogo alemán Jean Cabanis describió formalmente por primera vez el avión pálido como Cotyle obsoleta a partir de un espécimen hallado cerca de El Cairo, en Egipto. En el mismo año, se trasladó al nuevo género, Ptyonoprogne, creado por el ornitólogo de la misma nacionalidad Heinrich Gustav Reichenbach. El nombre del género deriva del griego antiguo ptuon (φτυον) «abanico», referido a la forma de la cola abierta, y Procne (Πρόκνη), un personaje mitológico que se transformó en una golondrina. El nombre específico, obsoleta, significa «común» en latín.
Las especies de Ptyonoprogne son miembros de la familia de los hirundínidos y están dentro de la subfamilia Hirundininae, que comprende a las golondrinas y aviones, excepto al avión de río africano, una especie muy diferente. Los estudios de secuencia de ADN sugieren que hay tres grandes grupos en Hirundininae, relacionados sobre todo por el tipo de nido que fabrican. Estos grupos son los «aviones principales», incluyendo especies que escarban como el avión zapador; los que «adoptan» nidos, como la golondrina bicolor, que utiliza cavidades naturales y los que construyen su nido con barro. Las especies de Ptyonoprogne realizan esto, por lo que pertenecen allí. Las especies de Hirundo también construyen nidos abiertos, los aviones de Delichon fabrican uno cerrado y las golondrinas del los géneros Cecropis y Petrochelidon realizan uno cerrado con forma de retorta y un túnel de entrada.
El género Ptyonoprogne está relacionado en forma cercana con Hirundo, que es más amplio, pero un análisis de ADN mostró que un género Hirundo coherente debería también incluir al grupo de las aves que construyen con barro su nido. Aunque los nidos de los aviones dentro de Ptyonoprogne recuerdan a las especies Hirundo típicas como la golondrina común, la investigación demostró que si los aviones dentro de Delichon se consideran un género aparte, como normalmente se hace, Cecropis, Petrochelidon y Ptyonoprogne también deben estar separados. Los parientes más cercanos del avión pálido son los otros integrantes del género, el avión oscuro, del sur de Asia; el avión isabelino, del sur de África y el avión roquero.
Si bien se consideró anteriormente que el avión pálido era una subespecie del avión isabelino más pequeña y que habitaba más hacia el norte, se la clasificó como una especie aparte. Los cambios de tamaño y color son constantes, por lo que la evidencia para argumentar que son una especie diferente no es fuerte, aunque algunos aviones isabelinos pueden pesar más del doble de la subespecue de avión pálido más pequeña. El peso promedio de P. o. fusciventris es de 22,4 g, contra 10 g de P. o. obsoleta. Aparentemente, no hay formas intermedias en las zonas en que las poblaciones del avión pálido y el isabelino anidan juntas, en Somalía y Etiopía.
En las zonas de Pakistán donde su área de distribución se encuentra con el del avión oscuro, P. obsoleta anida a una altura mayor. Su distribución no coincide con el del avión roquero, que habita en los Himalayas, pero en las áreas de Irán donde convergen, el avión pálido se decanta por los hábitats más áridos. En el norte de África, el avión roquero se puede hallar en mayores alturas. La separación determinada por la altura y la aridez implica que no se conoce si los aviones de Ptyonoprogne pueden hibridarse. Si esto sucediera, surgirían dudas acerca de si se trata en verdad especies diferentes.

### Subespecies
Existen varias subespecies dentro de P. obsoleta, que difieren entre sí en el tono del plumaje o el tamaño; dado que se trata de variaciones clinales, las razas se mezclan donde las áreas de distribución coinciden.
| Subespecies       | Subespecies                    | Subespecies                                                    | Subespecies                                                                                         |
| Subespecie        | Autoridad                      | Área de distribución                                           | Comentarios                                                                                         |
| ----------------- | ------------------------------ | -------------------------------------------------------------- | --------------------------------------------------------------------------------------------------- |
| P. o. obsoleta    | (Cabanis, 1850)                | Desde Egipto al sudoeste de Irán.                              | Es la subespecie nominal.                                                                           |
| P. o. spatzi      | (Geyr von Schweppenburg, 1916) | Centro y sur de Argelia, sur de Libia, Chad y Malí.            | Plumaje color marrón oscuro y cuello, pecho y abdomen color sepia.                                  |
| P. o. presaharica | (Vaurie, 1953)                 | Marruecos, el norte de Argelia, Mauritania.                    | Posee un plumaje de un tono más claro que P. o. spatzi, de color arena.                             |
| P. o. buchanani   | (Hartert, 1921)                | Montañas de Air, en Níger.                                     | Posee un plumaje oscuro, de un tono intermedio en relación con la subespecie nominal y P. fuligula. |
| P. o. arabica     | (Reichenow, 1905)              | Sudoeste de Arabia, este de Sudán, norte de Somalía y Socotra. | Similar a P. o. buchanani, pero de mayor tamaño.                                                    |
| P. o. perpallida  | (Vaurie, 1951)                 | Noreste de Arabia y sur de Irak.                               | Partes superiores color gris blancuzco, con el cuello y pecho blancos.                              |
| P. o. peroplasta  | (Hume, 1872)                   | Centro y este de Irán, hasta Pakistán.                         | Un tono de plumaje más claro que el de P. o. obsoleta.                                              |

## Descripción
El avión pálido de la subespecie nominal P. o. obsoleta mide entre 12 y 13 cm y posee partes superiores de un tono marrón claro, que lo es aún más en la parte baja de la espalda, además de una cola cuadrada que tiene pequeñas manchas blancas al final, excepto en las plumas más cerca del centro. Su cuello es de un tono gris claro, al igual que su pecho y debajo de las alas y el resto de sus partes inferiores es de un color blanco sucio. Sus ojos son marrones; el pico es negro y las patas, de un color rosa amarronado. El ancho de las alas es de 1,3 cm y la cola mide 4,8 cm. Ambos sexos tienen una apariencia similar, pero los especímenes más jóvenes presentan tonos más claros en las partes superiores y las plumas de vuelo. Las otras subespecies se diferencian de la nominal según se indica en la tabla.
Este avión muda su plumaje a comienzos del año; los adultos, en agosto, ya han reemplazado todas sus plumas. Los más jóvenes lo hacen un tiempo después y sus primeras plumas permanecen, a pesar de que se pueda apreciar mejor el del adulto. El vuelo del avión pálido es lento y presenta aleteos rápidos, alternados con planeos y es más acrobático que el avión roquero. Se trata de un ave silenciosa; su llamado es un gorjeo apagado, aunque también puede emitir un trrt similar al de dicha especie; un vick nasal y un trino agudo que sirve como forma de comunicarse.
El avión pálido tiene una coloración mucho menos llamativa que la mayoría de las golondrinas y aviones africanos, por lo que es difícil de confundir, excepto con los aviones de Ptyonoprogne o los de Riparia. Es un 15% más pequeño que el avión roquero y tiene un color más claro y cercano al gris que éste; además, posee pequeñas manchas en la cola. En comparación con el avión isabelino, es más pequeño, claro y el color de su cuello resalta más. En el este de su área de distribución, el avión pálido siempre tiene partes inferiores más claras que las del avión oscuro. Si bien es apenas más grande que el avión zapador y el avión paludícola, P. obsoleta es más robusto, tiene manchas blancas en la cola y no presenta una banda en el pecho. Distinguir a cada especie durante el vuelo también puede ser complicado debido a la dificultad para diferenciar los colores en la luz tan fuerte del desierto, en particular en los individuos jóvenes de la especie. El vuelo rápido del avión plaudícola también hace que sea dificultoso poder apreciarlos.

## Hábitat y distribución

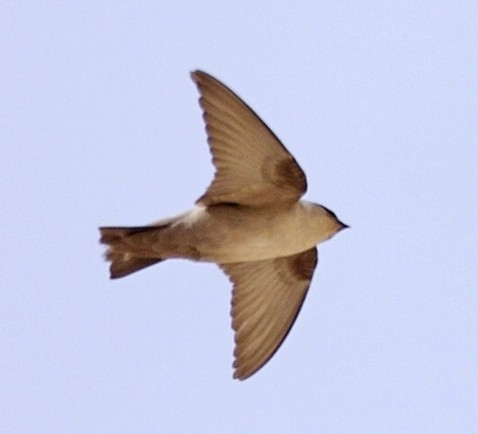
P. o. obsoleta en Egipto.

El avión pálido puede encontrarse en hábitats adecuados a lo largo del norte de África y el Medio Oriente, hasta Afganistán y Pakistán. Se trata de un ave residente, aunque realiza desplazamientos a nivel local o desciende a altitudes menores tras la nidada. Asimismo, lleva a cabo migraciones a pequeña escala; los aviones del sur de Arabia cruzan el Mar Rojo y pasan el invierno junto con los que habitan Etiopía y el Cuerno de África, así como P. f. spatzi y P. f. presaharica se reúnen con el avión isabelino en Malí y Mauritania. En Pakistán, el área de distribución de la subespecie P. o. peloplasta coincide con la del avión oscuro, pese a que dicha especie anida en alturas mucho menores y en el norte de África, P. o. obsoleta se puede encontrar en hábitats desérticos, a diferencia del avión roquero, que habita en las montañas. El avión pálido se ha observado como vagabundo en Baréin, Catar, Kuwait y Sri Lanka; según una guía de campo de 2011, no se ha probado que la especie estuviera en este último país. También está discutido que el ave haya visitado Turquía.
El hábitat natural de esta ave son las colinas o montañas con acantilados, cañones y cavernas, a una altitud de 3700 m s. n. m., pero también se lo puede hallar en llanuras, especialmente en zonas rocosas o con edificios, así como lejos de los cursos de agua. Esta especie utiliza estructuras hechas por el hombre como sustituto de los precipicios naturales y ha anidado en casas del sur de Israel desde la década de 1970. En Egipto también habita cerca de monumentos como Abu Simbel o en ciudades en el desierto, como Asuán. Se puede observar en pueblos de Etiopía, así como en puentes y acantilados y edificios en Arabia. En la temporada de apareamiento, busca barro para construir su nido, cerca de las urbanizaciones. La especie no suele habitar zonas boscosas o costeras, donde hay gran porcentaje de humedad y donde la golindrina dáurica es el miembro de Hirundinidae más común por allí.

## Comportamiento

### Reproducción

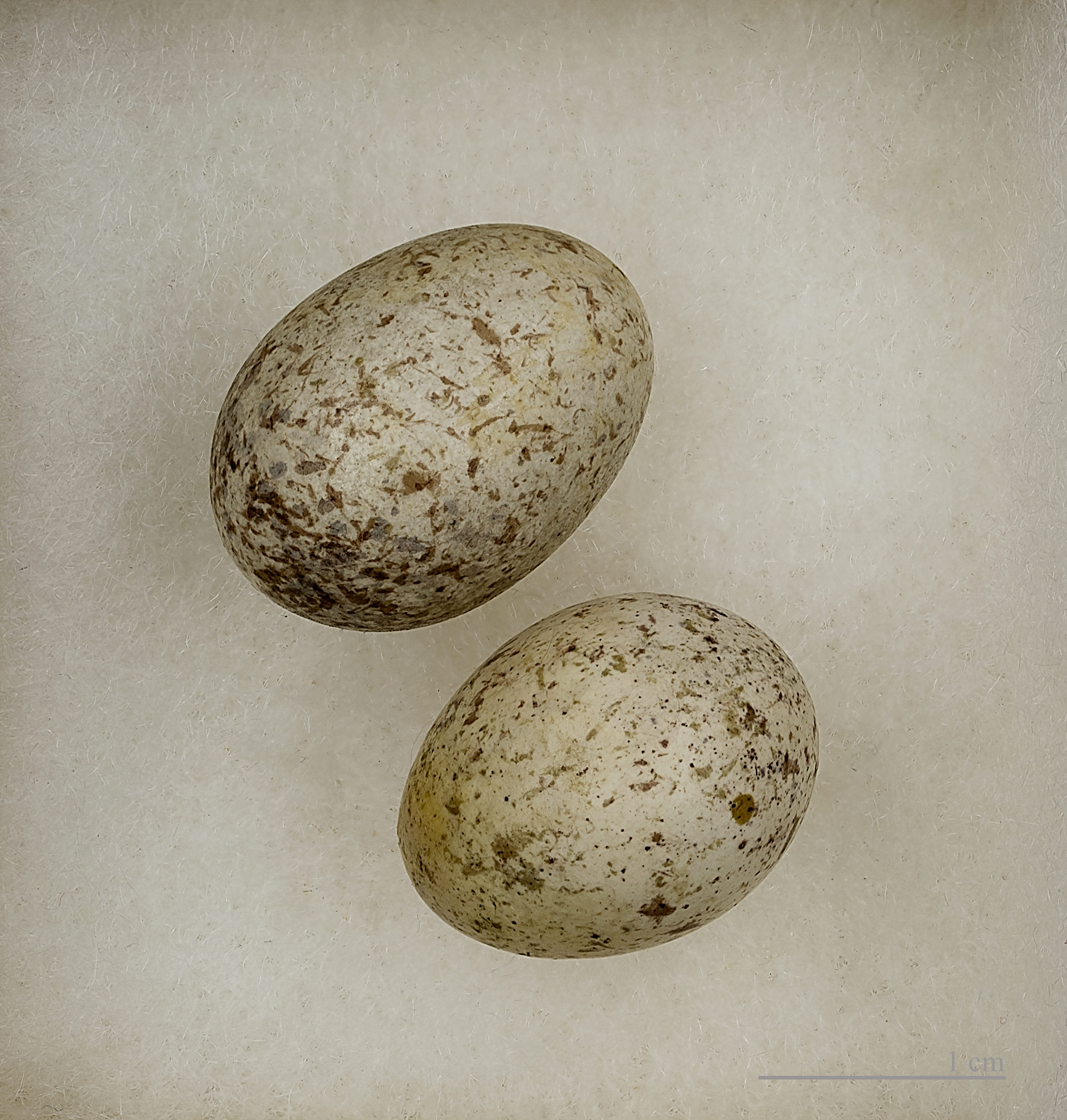
Huevos de P. obsoleta.

Las parejas de avión pálido suelen anidar en solitario, especialmente en el Sáhara, aunque en lugares apropiados se pueden formar pequeñas colonias. Este avión defiende agresivamente su territorio y su nido, contra sus los miembros de su propia especie y de otras. En África, las temporadas de apareamiento varían debido a las condiciones geográficas y climáticas locales: en el noroeste del continente, la normal es de febrero a abril y en Asia, se da desde abril hasta junio. Es común que haya dos nidadas, aunque pueden existir tres en una misma temporada.
El nido, construido por los dos progenitores durante varias semanas, está hecho de cientos de bolitas de barro, acomodado con plumas y pasto seco, pelos, lana de oveja o paja. Cuando está colgando de la pared de un acantilado o colina tiene forma de media taza; sin embargo, cuando se apoya en una saliente, tiene una forma de cuenco similar a la del nido de la golondrina común. Suelen construirse en paredes rocosas o en estructuras urbanas y se reutilizan para las próximas nidadas en los años futuros. Las cuevas se hallan en formaciones de piedra caliza y en las coladas de lava que cubren gran parte del oeste de Arabia Saudita, en donde el avión pálido, junto con la golondrina dáurica y el vencejo moro, que muchas veces se apropia de los nidos de los hirundínidos. En cuanto a los edificios, suelen construir los nidos sobre estructuras de hormigón, a los que el nido se adhiere como a la piedra; sin embargo, también emplean estructuras metálicas a veces, tales como vigas u otra clase de soporte horizontal. Estas aves a veces anidan en edificios ocupados, incluso existe un caso de un nido en la cocina de un restaurante. También suelen utilizar nidos artificiales y en Abu Dabi se han llegado a utilizar cáscaras de coco partidas al medio.
La nidada suele consistir en dos o tres huevos blancuzcos con manchas en tono sepia o color gris, particularmente en el extremo más ancho. El tamaño promedio para las subespecies asiáticas es de 19,3 x 12,9 mm y su peso es de 1,7 g. Ambos progenitores los incuban, por un período de dieciséis a diecinueve días antes de que nazcan y alimentan a los pichones cerca de diez veces por hora hasta que emplumecen para poder finalmente volar. El tiempo en que tardan en ponerse volantones es de veintidós a veinticuatro o de veinticinco a treinta días, aunque esta última estimación tiene en cuenta el tiempo en que los especímenes regresan al nido por comida después de volar por primera vez. Si se destruye un nido o se falla en el intento de fabricarlo, se suele hacer una nidada de reemplazo, aunque con menos huevos. Dos nidos en Arabia se utilizaron en primavera y luego en otoño, pero se desconoce si lo hizo la misma pareja.

### Alimentación
El avión pálido se alimenta principalmente de insectos que captura durante el vuelo, aunque también lo hace en el suelo. Las aves que tienen un nido suelen hacerlo cerca de allí; vuelan de un lado a otro atrapando insectos con el pico sobre una superficie rocosa. Las paredes de los acantilados generan ondas estacionarias en el aire que hacen que se concentren más insectos cerca de las áreas verticales, por lo que los aviones sacan provecho de esto al cazar valiéndose de su gran habilidad para maniobrar y realizar giros cerrados. Cuando no tiene un nido, esta ave caza en el suelo o a bajas alturas. Los insectos que captura dependen de los que habiten allí y suelen ser mosquitos, moscas, himenópteros y escarabajos. Suele alimentarse en solitario, pero bandadas medianas se reúnen cuando los pastizales se incendian para predar a los escasos insectos que quedan. Donde la comida es abundante, es decir en zonas de agricultura, pantanos y aguas estancadas, se reúnen bandadas de hasta trescientos individuos. El avión pálido bebe durante el vuelo, dado que vuela al ras de la superficie de algún curso de agua, aunque un porcentaje de su requerimiento del líquido proviene de los insectos que consume. Los hirundínidos de otras especies no suelen habitar en las zonas áridas y rocosas en la que estos aviones suelen anidar, así que existe escasa competencia por el alimento.

## Depredadores y parásitos

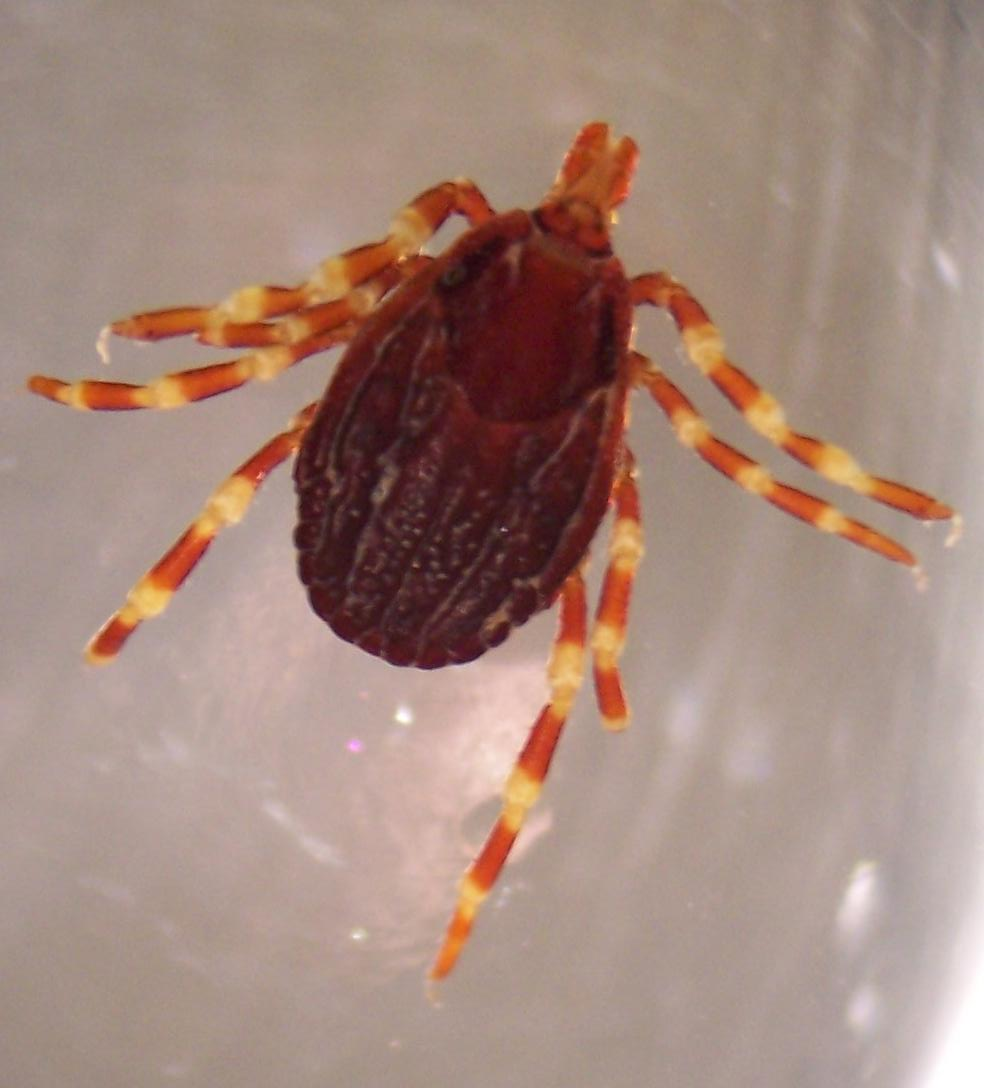
Se hallaron ejemplares de Hyalomma marginatum en los nidos del avión pálido.

Algunos halcones tienen la velocidad y agilidad necesarias para cazar golondrinas y aviones en pleno vuelo; los aviones pálidos son presa de especies como el halcón peregrino, el halcón de Taita, el alcotán africano y el alcotán europeo. Los aviones pálidos a veces comparten el nido con los vencejos moros, quienes a veces ocupan sus nidos.
El argásido Hyalomma marginatum se halló en los nidos de esta ave en un sarcófago y una antigua tumba en Egipto. Dicha garrapata estuvo implicada en la transmisión del virus de Bahig, un arbovirus patógeno que aparentemente solo se transmitía a través de mosquitos. Otro argásido, Argas africolumbae, se halló en un nido de aviones isabelinos en Kenia. Asimismo, el ácaro nasal Ptilonyssus echinatus se encontró en un avión pálido de las Montañas Tibesti, en el norte de Chad.

## Estado de conservación
El avión pálido tiene una gran área de distribución, que comprende 5,9 millones de km². Si bien se desconoce el total de la población, el ave se considera muy común en Jordania y en Egipto. Su área y su población están en crecimiento; esto, sumado a su tamaño actual indican que la especie no está amenazada y de hecho, está clasificada como de preocupación menor en la Lista Roja de la UICN.
El ave es común a nivel local en Argelia y escasa tanto en Marruecos como en Pakistán. En el sur de Israel es típica, donde anida en casas desde la década de 1970; asimismo, se pueden hallar un gran número de individuos en Arabia Saudita y Omán fuera de la temporada de apareamiento. Las estimaciones sobre la población mencionan de diez mil a cien mil parejas anidando en Egipto, diez mil en los Emiratos Árabes Unidos y ciento cincuenta mil individuos que migran a Arabia en invierno, en bandadas que contienen de a trescientos a quinientos especímenes. Los factores que hicieron que se expandiera el área de distribución en la península arábiga han sido el uso de edificios altos como lugar para anidar y posiblemente, la abundancia de insectos en tierras dedicadas a la agricultura. Son frecuentes los nidos de la especie en Abu Dabi y en las construcciones altas de Catar lo es cada vez más. El avión pálido anidó por primera vez en Irak en 2009.